# Otilie Suková-Dvořáková
Otilie Suková-Dvořáková (rozená Dvořáková, 6. června 1878, Praha-Nové Město – 6. července 1905, Křečovice u Sedlčan) byla česká klavíristka a hudební skladatelka, dcera hudebního skladatele Antonína Dvořáka a manželka houslisty a Dvořákova žáka Josefa Suka staršího.

## Život

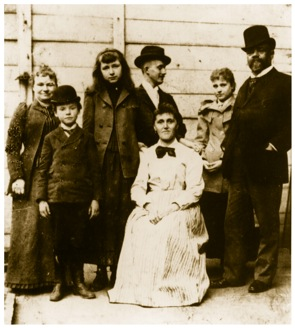
Dvořák s rodinou a přáteli v USA (1893): zleva manželka Anna, syn Antonín, Sadie Siebertová, Josef Jan Kovařík, matka Sadie Siebertové, dcera Otilie, Antonín Dvořák

### Mládí
Narodila se na Novém Městě v Praze do rodiny Dvořákových: Antonína Dvořáka a jeho manželky Anny Dvořákové, hudebnice a Dvořákovy někdejší žačky. Měla sourozence Otakara a Magdalenu, nadanou operní pěvkyni. Již dětství byla za otcovy podpory výtečnou pianistkou, vychodila vyšší dívčí školu v Praze. S rodinou také absolvovala jeho pobyty ve Spojených státech a Anglii v letech 1892 až 1894, vyrůstala v mimořádně bohatém kulturním a uměleckém prostředí své doby. Zkomponovala také několik krátkých klavírních skladeb.

### Manželství s Josefem Sukem

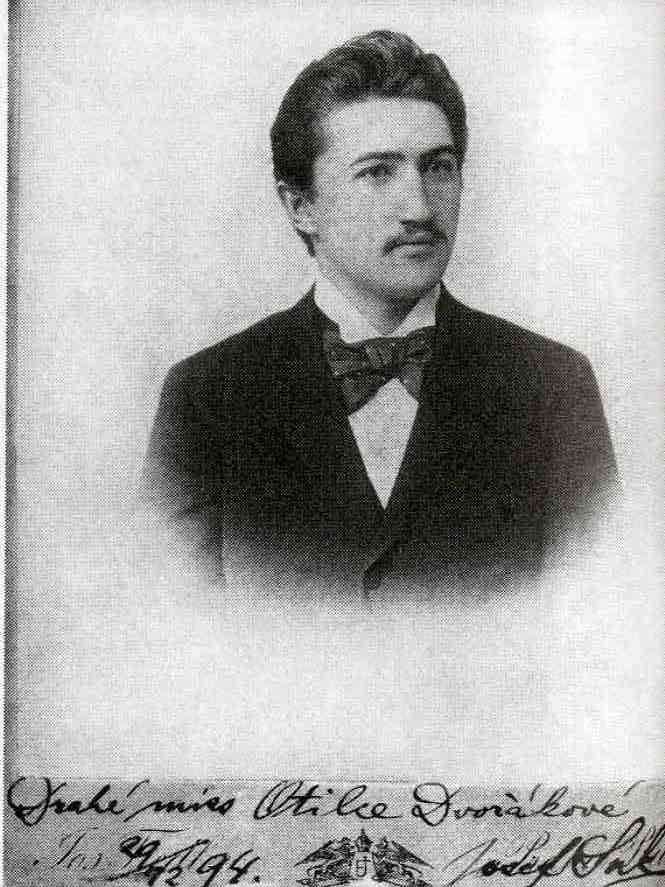
Fotografie mladého Josefa Suka s dedikací Otilce Dvořákové

Po návratu do Čech se seznámila a posléze rozvinula hluboký citový vztah k jednomu z otcových žáků Josefu Sukovi, za kterého se 17. listopadu 1898 v Praze provdala.. Ten jí věnoval několik svých skladeb a také jej inspirovala při tvorbě scénické pohádky Radúz a Mahulena na libreto Julia Zeyera.
Nabídku k sňatku obdržela Dvořáková údajně také od hudebního kritika a teoretika Zdeňka Nejedlého, kterého však podle rozšířené historky odmítla a Antonín Dvořák jej vyhodil ze svého domu. Sukova kompoziční a koncertní éra v té době nabírala na dynamice. Manželé společně žili v Praze a také v Sukových rodných Křečovicích. Roku 1901 se jim narodil syn Josef.
Josef Suk musel během své kariéry čelit útokům proti tvorbě své i Dvořákově (nechvalně známý Boj o Dvořáka), vedené skupinou kritiků v čele se Zdeňkem Nejedlým, kteří zavrhovali údajnou „konzervativní dvořákovskou linii“ ve jménu „pokrokové smetanovské“. Tyto útoky vyústily až v potupná nařčení a několikrát Suka přivedly na pokraj nervového zhroucení. Jako jedna z příčin nepřátelství mezi Sukem a Nejedlým se často uvádí právě ono smyšlené Otiliino dávné odmítnutí Nejedlého.

### Úmrtí
Otilie Dvořáková zemřela 6. července 1905[zdroj?] v Křečovicích v pouhých 27 letech následkem vrozené srdeční vady. Rok předtím přitom rodinu zasáhla zpráva o smrti jejího otce Antonína. Pohřbena byla do rodinné hrobky Dvořákových na Vyšehradském hřbitově.

### Po smrti
Senzitivního Suka obě tyto rodinné tragédie hluboce zasáhly a tvorbu lze rozdělit do dvou období, mezi nimiž tvoří předěl úmrtí tchána a manželky. Té věnoval svou smuteční symfonii Asrael z roku 1906.
Poté, co Zdeněk Nejedlý vykonával v letech 1945 až 1946 a v letech 1948 až 1953 funkci československého ministra školství, pokračoval v linii prosazování hudebního odkazu Bedřicha Smetany, velmi často právě na úkor Dvořáka a Suka, na úrovni státem řízeného kulturního života.

### Poznámka
1. ↑  Odpolední vydání Národních listů z 6. července 1905 ale uvádí, že zemřela „včera o 10. hodině večerní“, tedy 5. července.[2]